# Szolnoki Vízilabda Sportclub
Szolnoki Vízilabda Sportclub je mađarski vaterpolski klub iz grada Szolnoka.

## Povijest
Klub je utemeljen 1921. godine. Svoj najveći uspjeh ostvario je u sezoni 2016./17., kad je došao do naslova prvaka Europe u završnici iznenađujuće razbivši branitelja naslova dubrovački Jug 10:5. Tu je sezonu odigrao u sastavu: Viktor Nagy, Gábor Kis, Dénes Varga, Márton Vámos, Bence Fülöp, Zoltán Hangay, Dávid Jansik, Tamás Mezei, Gergely Kardos, Kristóf Szatmári, Andrija Prlainović, Milan Aleksić, Živko Gocić, Aaron Younger i Ugo Crousillat. Trener je bio Sándor Cseh.
Poznati igrači iz ovog kluba su: Otto Boros i István Hasznos.

## Uspjesi
LEN Liga prvaka
- 1 put prvaci: 2016./17.

Mađarska vaterpolska prvenstva:
- 9 puta prvaci: 1954., 1957, 1958., 1959., 1961., 1964., 2015., 2016., 2017.
  - 5 puta doprvaci: 1963., 1970., 1987., 2013., 2014.

Mađarski vaterpolski kup:
- 5 puta osvajači: 1966., 1968., 1985., 2014., 2016.
  - 4 puta finalisti: 1954., 2012., 2013., 2015.